# Richard Halsey
Richard Halsey (1940) é um editor estadunidense. Venceu o Oscar de melhor montagem na edição de 1977 por Rocky.